# Iranoraphidia wittmeri
Iranoraphidia wittmeri är en halssländeart som först beskrevs av H. Aspöck och U. Aspöck 1970.  Iranoraphidia wittmeri ingår i släktet Iranoraphidia och familjen ormhalssländor. Inga underarter finns listade i Catalogue of Life.